# Cantal de l'Aurellut

El Cantal de l'Aurellut, respecte del terme d'Abella de la Conca

El Cantal de l'Aurellut és un indret del terme municipal d'Abella de la Conca, a la comarca del Pallars Jussà.
Està situat a la part alta del Clot de les Moreres, en el vessant sud-oriental del Gallinova. És a llevant de la Collada del Trumfo. Es tracta d'un pendís de muntanya ple de roques que s'han desprès de la cinglera del Gallinova, com indica el seu nom.

## Etimologia
Pel que fa a la primera part del topònim, Joan Coromines indica que es tracta d'un topònim descriptiu, a partir d'una arrel prellatina (cant-), que dona el mot comú català cantal (pedra grossa).
Quant a la segona part, es tracta d'un apel·latiu popular, amb la diftongació inicial en au- com correspon al català occidental, que es devia aplicar a algú amb les orelles grosses (orellut > aurellut).